# Abaz Kupi

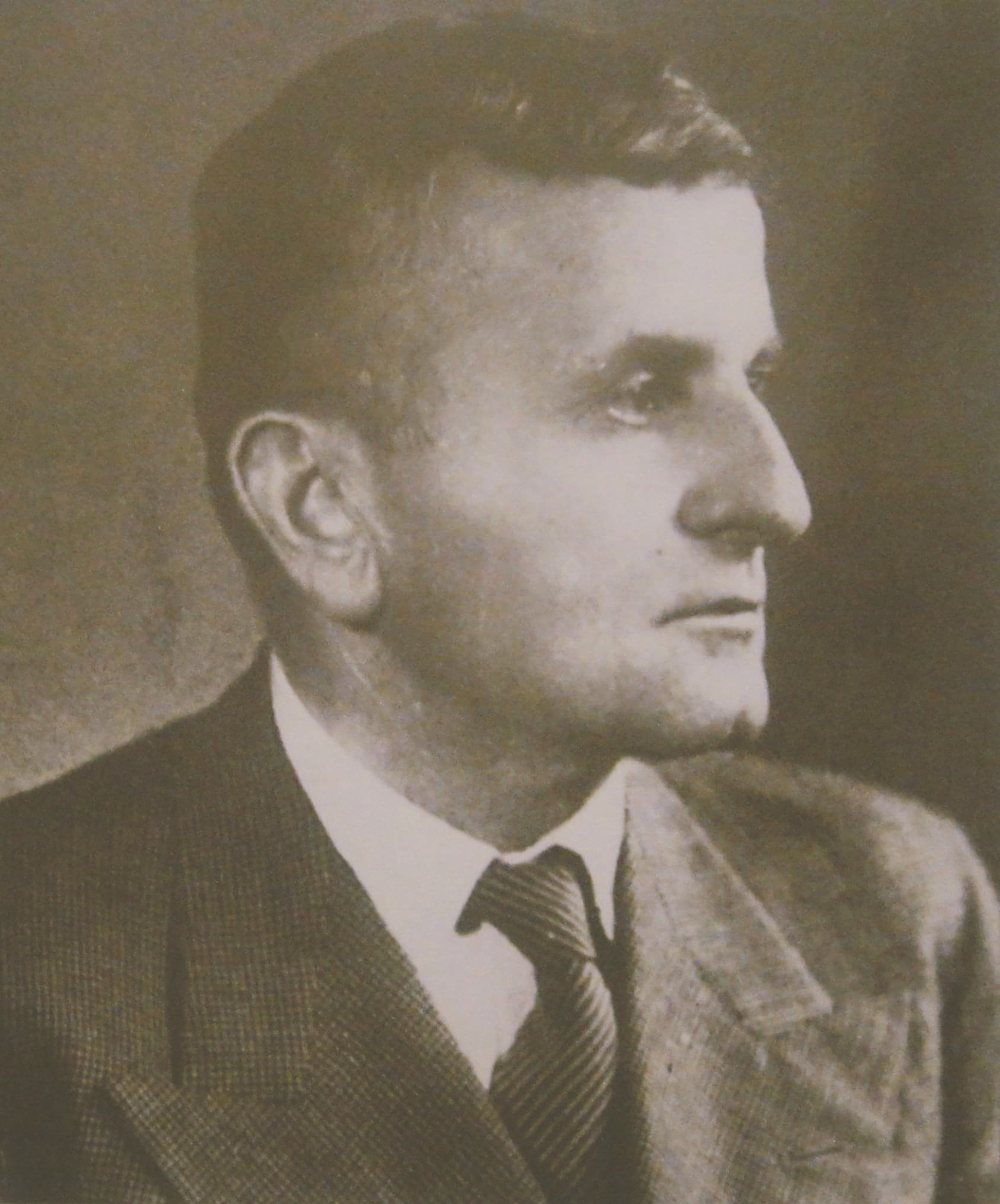
Abaz Kupi (1940)

Abaz Kupi (* 6. Februar 1892 in Kruja; † 9. Januar 1976 in New York) war ein albanischer Politiker und Widerstandskämpfer während des Zweiten Weltkriegs.
Seit 1912 unterstützte Kupi Essad Pascha Toptani, der sich gegen die erste Regierung des gerade unabhängig gewordenen Albanien unter Ismail Qemali gestellt hatte und später auch gegen den als Fürst von Albanien eingesetzten Prinz Wilhelm zu Wied operierte. Anfang der 1920er Jahre stand Kupi zunächst im Lager der Liberalen und gegen Ahmet Zogu. Nach Zogus Machtübernahme zum Jahreswechsel 1924/1925 wechselte Kupi aber die Seiten und wurde zum Polizeichef von Kruja ernannt.
Als Gendarmerie-Offizier leistete er 1939 in Durrës eher symbolischen Widerstand gegen die italienischen Invasionstruppen, was ihm aber den Respekt vieler Albaner einbrachte. Danach musste er ins türkische Exil fliehen. 1941 kehrte Kupi nach Albanien zurück und begann die Widerstandsgruppe Legaliteti aufzubauen, die für die Befreiung Albaniens und die Wiedereinsetzung König Zogus kämpfte. 1942 war er wesentlich bei der Konferenz von Peza beteiligt, die zum Ziel hatte, alle albanischen Partisanengruppen gegen die Achsenmächte zu vereinigen. Ende 1943 wandte sich die Legaliteti unter Kupi gegen die immer stärker werdenden Kommunisten, weil sie deren Machtübernahme nach dem Krieg verhindern wollte. Dabei arbeitete Kupi zum Teil auch mit der von den deutschen Besatzern eingesetzten Marionettenregierung zusammen. Nach dem Sieg der Kommunisten im November 1944 floh Kupi mit einigen seiner Offiziere in Booten über die Adria. Nach einer mehrtägigen Irrfahrt wurden sie von einem kanadischen Marineschiff aufgegriffen und nach Brindisi gebracht.
Im Exil versuchte Kupi, Widerstand gegen die albanischen Kommunisten zu organisieren. Er war 1949 an der Gründung des Free Albania Committee beteiligt. 1968 verlegte er seinen Wohnsitz von Italien in die USA.